# Siegfried Wünsch
Siegfried Wünsch (* 6. oder 16. Februar 1950 in Jüterbog) ist ein ehemaliger deutscher Fußballspieler im defensiven Mittelfeld. Er spielte für den FC Vorwärts Frankfurt (Oder) und die BSG Energie Cottbus in der DDR-Oberliga.

## Karriere
Wünsch spielte in seiner Jugend bei der BSG Aufbau Jüterbog und beim Nachfolger BSG Lokomotive Jüterbog. 1968 wechselte er zum FC Vorwärts Berlin, mit dem er 1971 nach Frankfurt ging, wo der Verein ab sofort FC Vorwärts Frankfurt (Oder) hieß. Bereits in Berlin debütierte Wünsch am 23. Spieltag der Oberliga, als er am 1. Juni 1971 in der 83. Minute für Michael Paschek beim 2:1-Sieg über die BSG Stahl Riesa eingewechselt wurde. Am 25. Spieltag wurde er ein weiteres Mal in der Saison 1970/71 eingewechselt. Auch in der folgenden Saison kam Wünsch nur zweimal zum Einsatz. 1972 trat er für die BSG Energie Cottbus in der zweitklassigen DDR-Liga. In seiner ersten Saison bei Cottbus spielte er zwölf Mal und stieg schlussendlich in die Oberliga auf. Dort konnte er sich als Stammspieler durchsetzen und absolvierte 23 Partien, in denen er drei Tore erzielte, konnte den Abstieg bei einem Ligasieg aber nicht verhindern. In der folgenden Spielzeit traf Wünsch dreimal in 18 Spielen und Energie gelang der direkte Wiederaufstieg. 1975/76 nahm er an allen 26 Spielen teil, doch Cottbus gelang es wieder nicht, die Klasse zu halten. In den folgenden Jahren kam er noch 83 Mal in der DDR-Liga zum Einsatz und schoss fünf Tore. Beim FDGB-Pokal 1978/79 kam Energie bis ins Viertelfinale, wo man nach Hin- und Rückspiel mit 1:6 gegen die SG Dynamo Dresden ausschied. 1980 ging er zur BSG Lok RAW Cottbus, wo er 1986 seine Spielerlaufbahn beendete.